# پاتریک مورلن
پاتریک مورلن (انگلیسی: Patrick Moerlen؛ زادهٔ ۱۵ فوریهٔ ۱۹۵۵) دوچرخه‌سوار اهل سوئیس است.